# Strafgefangenen-Urteil
Mit dem Strafgefangenenbeschluss des Bundesverfassungsgerichts vom 14. März 1972 entschied das Gericht entgegen der bis dahin herrschenden Meinung in Lehre und Rechtsprechung, dass sich auch Personen in einem Sonderrechtsverhältnis auf die Grundrechte berufen können.

## Sachverhalt
Der Beschwerdeführer, ein Strafgefangener der Justizvollzugsanstalt Celle, wandte sich am Heiligabend 1967 mit einem Brief über die Zustände in der JVA an einen Verein, der die Rechte von Strafgefangenen vertritt. Dieser Brief wurde von der Anstaltsleitung zurückgehalten, weil er beleidigend sei und Interna der JVA nicht an die Öffentlichkeit gelangen dürfen. Die sofortige Beschwerde hiergegen wies der Generalstaatsanwalt am 16. Januar 1968 zurück. Einen Antrag auf Prozesskostenhilfe beim Oberlandesgericht Celle wegen einer beabsichtigten gerichtlichen Entscheidung nach § 23 EGGVG verwarf das Gericht mit Beschluss vom 8. März 1968, weil es der Ansicht war, dass sich der Beschwerdeführer als Strafgefangener nicht auf die grundgesetzlich geschützte Meinungsfreiheit berufen könne, weil die Grundrechte auf ihn nicht anwendbar seien. Im Übrigen habe der Anstaltsleiter durch die Zurückhaltung des Briefes in Notwehr gehandelt.
Hiergegen wandte sich der Beschwerdeführer mit seiner Verfassungsbeschwerde.

## Zusammenfassung des Beschlusses
Das Bundesverfassungsgericht entschied, dass auch bei Personen in einem Sonderrechtsverhältnis, wie etwa Strafgefangenen, eine Einschränkung der Grundrechte nur auf Basis einer Gesetzesgrundlage möglich sei, die aber bisher fehle.
Das Gericht erkannte dabei, dass die bisherige herrschende Meinung dies nicht für erforderlich hielt, weil dieser Personengruppe von vornherein die Grundrechte nicht zustünden. Als seinerzeit einzige Gesetzesgrundlage für den Strafvollzug diente Art. 104 GG, der aber keinerlei Regelungen zu Art und Weise des Strafvollzugs enthielt. Dies könne nur so erklärt werden, dass selbst die Väter des Grundgesetzes eine solche Regelung angesichts der herrschenden Meinung für entbehrlich hielten. Allerdings entschied das Gericht, dass im Lichte des Grundgesetzes eine solche völlig unbestimmte Einschränkung der Grundrechte nicht länger hingenommen werden kann.
Dennoch müssen Einschränkungen der Grundrechte für eine Übergangszeit hingenommen werden, bis eine entsprechende Gesetzesgrundlage existiere. Aus diesem Grund war die Öffnung des Briefs zur Kontrolle des Inhalts eine zulässige Einschränkung der Grundrechte und kein Verstoß gegen das Briefgeheimnis. Anders verhielt es sich hingegen bei der Zurückhaltung des Briefes. Hierbei handelt es sich um einen Verstoß gegen die Meinungsfreiheit des Beschwerdeführers, weil auch ein entsprechendes Gesetz nicht zulässig wäre. Zulässig seien nur solche Maßnahmen, die für die Sicherheit der JVA unerlässlich seien, was zwar auf die Öffnung des Briefes zutrifft, nicht aber auf dessen Zurückhaltung. Eine generelle Zurückhaltung aller Briefe, die beleidigend seien oder Interna der JVA enthielten, sei nicht unerlässlich, da es auch andere, weniger einschneidende Möglichkeiten gibt, um dem Konflikt zwischen der Meinungsfreiheit des Strafgefangenen und der Sicherheit der JVA zu lösen. Gegen Beleidigungen stehen der Anstaltsleitung straf- und zivilrechtliche Schritte zur Verfügung, weitergehende Einschnitte in die Meinungsfreiheit seien nicht durch das Grundgesetz gedeckt. Auch könne sich die Anstaltsleitung hier nicht auf Notwehr berufen.

## Folgen des Beschlusses
Unmittelbare Folge des Beschlusses war der Erlass einer gesetzlichen Grundlage für den Strafvollzug, das Strafvollzugsgesetz, das im Jahr 1977 in Kraft trat.
Allerdings hatte der Beschluss außerhalb des direkten Wirkungskreises noch viel weitreichendere Folgen, da es alle Konstellationen eines Sonderrechtsverhältnisses betraf. Betroffen waren davon unter anderem Heimkinder, die nicht länger Willkürmaßnahmen ihrer Erzieher zu dulden hatten, oder auch Schüler einer Schule.